# کیچیک حیدرکند
کیچیک حیدرکند (به لاتین: Kichi-Aydarken) یک منطقهٔ مسکونی در قرقیزستان است که در شهرستان قدم‌جای واقع شده‌است. کیچیک حیدرکند ۹۸۲ نفر جمعیت دارد و ۲٬۷۳۴ متر بالاتر از سطح دریا واقع شده‌است.